# Simon Jean-Joseph
Simon Jean-Joseph (9 de junio de 1969) es un piloto de rally francés que ha competido en diferentes campeonatos internacionales. Ha sido campeón de Francia de Rally S1600 en 2003 y campeón de Europa de Rally en 2004 y 2007. También ha participado en el Campeonato del Mundo con el equipo Ford en la temporada 1999 y con Subaru World Rally Team en 2000.

## Resultados

### Campeonato de Europa
| Año  | Equipo  | Vehículo           | 1       | 2     | 3     | 4     | 5       | 6       | 7     | 8     | 9     | 10    | Clas.final | Puntos |
| ---- | ------- | ------------------ | ------- | ----- | ----- | ----- | ------- | ------- | ----- | ----- | ----- | ----- | ---------- | ------ |
| 2004 | Privado | Renault Clio S1600 | MIG 5   | POL 3 | BUL 2 | YPR 2 | MAD 3   | ZLI 1   | FIA 1 | EKO 1 | ACA 1 |       | 1º         | 72     |
| 2005 | Privado | Renault Clio S1600 | MIG Ret | POL 9 | YPR 6 | BUL 2 | MAD Ret | ZLI Ret | FIA 1 | EKO 2 | ACA 3 |       | 3º         | 35     |
| 2007 | Privado | Citroën C2 S1600   | ITA Ret | TUR 7 | CRO 3 | POL 6 | BEL 4   | BUL 2   | POR 3 | CZE 5 | GRE 2 | FRA 2 | 1º         | 64     |

### IRC
| Año  | Equipo | Vehículo | 1     | 2      | 3      | 4     | 5      | Clas.final | Puntos |
| ---- | ------ | -------- | ----- | ------ | ------ | ----- | ------ | ---------- | ------ |
| 2006 | ?      | ?        | MAD 5 | ITA 5  |        |       |        | 8º         | 8      |
| 2007 | ?      | ?        | TUR 8 | YPR 10 | RUS 11 | MAD 8 | ZLI 10 | 27º        | 4      |

### Campeonato del Mundo
| Año  | Equipo                  | Vehículo                | 1       | 2       | 3       | 4       | 5       | 6      | 7      | 8      | Clas.final | Puntos |
| ---- | ----------------------- | ----------------------- | ------- | ------- | ------- | ------- | ------- | ------ | ------ | ------ | ---------- | ------ |
| 1993 | Privado                 | Ford Escort RS Cosworth | FRA Ret |         |         |         |         |        |        |        | -          | 0      |
| 1999 | Ford World Rally Team   | Ford Focus WRC          | MON DES | ESP Ret | FRA Ret | ITA 7   |         |        |        |        | -          | 0      |
| 2000 | Subaru World Rally Team | Subaru Impreza WRC      |         | FRA 7   | ITA 7   |         |         |        |        |        | -          | 0      |
| 2000 | Privado                 | Subaru Impreza WRC      | CYP 10  |         |         |         |         |        |        |        | -          | 0      |
| 2001 | Privado                 | Peugeot 206 WRC         | ESP 9   | CYP Ret | GRE 8   | ITA 10  |         |        |        |        | -          | 0      |
| 2002 | Privado                 | Renault Clio S1600      | GRE 22  | ALE 14  | ITA Ret | GBR 19  |         |        |        |        | -          | 0      |
| 2003 | Privado                 | Renault Clio S1600      | MON 14  | TUR 14  | GRE 16  | FIN Ret | AUS Ret | ITA 14 | ESP 16 | GBR 16 | -          | 0      |

### Rally Dakar
| Año     | Categoría | Vehículo      | Posición | Etapas |
| ------- | --------- | ------------- | -------- | ------ |
| 2005    | Coches    | Mercedes Benz | Ret.     | -      |
| 2006    | Coches    | Mercedes Benz | Ret.     | -      |
| 2007    | Coches    | Buggy         | Ret.     | -      |
| Fuente: |           |               |          |        |